# Талиця (Нижньосергинський район)
Тали́ця (рос. Талица) — присілок у складі Нижньосергинського району Свердловської області. Входить до складу Кленовського сільського оселення.
Населення — 163 особи (2010, 192 у 2002).
Національний склад станом на 2002 рік: росіяни — 93 %.